# براودول
براودول (به انگلیسی: Broadwell) یک روستا و محله مدنی در بریتانیا است که در آکسفوردشر غربی واقع شده‌است. براودول ۲۱۸ نفر جمعیت دارد.